# Norberto Alonso
Norberto Alonso (4 de gener de 1953) és un exfutbolista argentí.

## Selecció de l'Argentina
Va formar part de l'equip argentí a la Copa del Món de 1978.